# Noserius tibialis
Noserius tibialis là một loài bọ cánh cứng trong họ Cerambycidae.